# Ferdinando Martini (1889-1953)
 (juillet 2022).
Pour les articles homonymes, voir Ferdinando Martini.
Ferdinando Martini (San Marco di Lucca, 27 décembre 1889 - Rome, 31 octobre 1953) est un homme politique italien.

## Biographie
Né en 1889 à San Marco, un hameau de la commune de Lucques, Ferdinando Martini obtient un diplôme de géomètre, mais doit interrompre sa carrière pour participer à la Première Guerre mondiale en tant qu'officier du corps du génie, atteignant le grade de lieutenant (tenente) et recevant la croix de guerre pour sa valeur militaire.
Après la Première Guerre mondiale, en plus de fonder l'Association des anciens combattants, il adhère au Parti populaire italien (Partito popolare italiano) et collabore activement avec le curé de San Marco Don Pietro Tocchini, fondateur des premières ligues blanches ouvrières de la province de Lucques.
Aux élections du 31 octobre 1920, il est élu conseiller municipal, puis nommé conseiller aux travaux publics dans la junte dirigée par le populaire Pietro Pfanner. Martini occupe ce poste jusqu'en 1923, lorsque le conseil municipal de Lucques est supprimé par le fascisme.
Après la dissolution de l'administration municipale, il est nommé par l'archevêque de Lucques, Arturo Marchi, président du conseil diocésain de l'Action catholique, poste qu'il occupe jusqu'au milieu des années 1930.
Au moment de la chute du régime fasciste, Ferdinando Martini est un responsable diocésain de l'Action catholique (Azione cattolica), dans le rôle de responsable de l'action sociale, et, après le 8 septembre 1943, il participe à la lutte clandestine et représente le parti démocrate-chrétien (Democrazia Cristiana - DC) avec Giovanni Carignani au sein du Comité de libération nationale (Comitato di Liberazione Nazionale - CLN) de Lucques.
Après la libération de Lucques, il est nommé par le CLN président de l'Ente Comunale di Assistenza (Conseil municipal d'assistance) et est également commissaire préfectoral par nomination du Commandement allié, député provincial et chef du Bureau d'assistance provincial.
D'avril 1946 à 1948, il est le premier maire (sindaco) élu de Lucques et jusqu'en 1951, il occupe le poste de conseiller des travaux publics.
En 1948, il est élu sénateur de la DC à la première législature de la République et le 7 juin 1953, son mandat est renouvelé. Au Sénat, il est membre des commissions de l'agriculture, des travaux publics, de l'industrie et du commerce et, à ce titre, rapporteur de nombreux projets de loi. Il participe également à la Commission spéciale pour l'examen des mesures en faveur des populations touchées par les inondations et à la Commission technique et politique pour la mise en œuvre de la réforme agraire.
Ferdinando Martini meurt à Rome le 31 octobre 1953.

## Sources
- (it) Cet article est partiellement ou en totalité issu de l’article de Wikipédia en italien intitulé « Ferdinando Martini (1889-1953) » (voir la liste des auteurs).